# Yokoi Yayū
Yokoi Yayū est un nom japonais traditionnel ; le nom de famille (ou le nom d'école), Yokoi, précède donc le prénom (ou le nom d'artiste).
Pour les articles homonymes, voir Yokoi.
Yokoi Yayū (横井 也有) (né le 24 octobre 1702, mort le 15 juillet 1783) est un samouraï japonais surtout connu pour ses haibun, un lettré de l'école de Kokugaku et un poète haikai. Né avec le nom Yokoi Tokitsura (横井 時般), il prend plus tard le pseudonyme « Tatsunojō ». Sa famille descend peut-être de Hōjō Tokiyuki.

## Biographie
Yayū est né à Nagoya, fils ainé de Yokoi Tokitsura (時衡) qui sert le domaine d'Owari. Il hérite du patrimoine de la maison Yokoi à vingt-six ans et occupe d’importantes fonctions au domaine d'Owari. Il est par exemple yōnin (gérant des affaires générales), ōbangashira (chef de la garde) et jisha-Bugyō (gérant des affaires religieuses). Il se retire en 1754 à l'âge de 53 ans pour des raisons de santé. Yayū se rend à Maezu (前津) (maintenant à Naka-ku (Nagoya)), et vit dans l'ermitage de Chiutei (知雨亭). C'est un compositeur de haibun prolifique et respecté, de poèmes en chinois classique, de poèmes du genre waka et de poèmes satiriques japonais. Il est par ailleurs adepte de la cérémonie de thé japonaise.

## Œuvres
Yayū excelle aussi en arts martiaux japonais, étudie le confucianisme et apprend le haikai auprès de Mutō Hajaku (武藤巴雀) et Ōta Hajō (太田巴静) lesquels sont élèves de Kagami Shikō (各務支考), un important disciple de Matsuo Bashō. Nagai Kafū 永井荷風　qualifie les haibun de Yayū de modèles de prose japonaise.
- Uzuragoromo (鶉衣)　: Une anthologie de haibun, partiellement traduits dans les Monumenta Nipponica, vol. 34, no 3, automne 1979, par Lawrence Rogers.
- Rayō Shū, Tetsu Shū (蘿葉集), (垤集) : Anthologie de haiku.
- More Oke (漏桶) : Anthologie de renku
- Kankensō (管見草) : Essai sur le haikai
- Rain Hen (蘿隠編) : Prose et poésie en chinois classique
- Gyō-Gyō-Shi (行々子) :　Une anthologie de poèmes satiriques japonais

## Sources
- (ja) Zoku Kinsei Kijinden (続近世畸人伝) par Ban Kōkei (伴蒿蹊)
- (ja) Haika Kijin-Dan (俳家奇人談) par Takenouchi Gengen-ichi (竹内玄玄一)

## Source de la traduction
- (en) Cet article est partiellement ou en totalité issu de l’article de Wikipédia en anglais intitulé « Yokoi Yayū » (voir la liste des auteurs).